# فارني ساندو
فارني بواكاي ساندو جونيور (من مواليد 5 مايو 1995) هو لاعب كرة قدم ليبيري محترف يلعب كلاعب خط وسط في نادي أكرا غريت أوليمبيكس في الدوري الغاني الممتاز. شارك في مباراة واحدة مع منتخب ليبيريا في عام 2019.

## المسيرة الكروية
في عام 2020، وقَّع ساندو مع نادي كاريلا يونايتد [الإنجليزية] الغاني. وأفادت التقارير في يوليو 2021 أنه يريد إنهاء عقده مع النادي. في يناير 2022، وقع لنادي آخر في غانا، أكرا غريت أوليمبكس.

## المسيرة الدولية
شارك ساندو لأول مرة مع منتخب ليبيريا في مباراة ودية خسرها أمام المنتخب المصري بنتيجة 1-0 في 7 نوفمبر 2019.

## الأوسمة
نادي ليسكر
- الدوري الليبيري الممتاز : 2016–17 [6]
- كأس ليبيريا : 2019 [6]